# Spermacoce fabiformis
Spermacoce fabiformis là một loài thực vật có hoa trong họ Thiến thảo. Loài này được Harwood mô tả khoa học đầu tiên năm 2005.